# Regra de quadratura gaussiana
Em análise numérica, uma regra de quadratura é uma aproximação da integral de uma função, geralmente estabelecida como um somatório com pesos dos valores assumidos pela função em pontos específicos dentro do domínio de integração. (Veja integração numérica para mais sobre regras de quadratura.)
Uma regra de quadratura gaussiana de n pontos, chamada assim em homenagem a Carl Friedrich Gauss, é uma regra de quadratura construída para produzir um resultado exato para polinômios de grau 2n − 1 ou menor para uma escolha adequada dos pontos xi e pesos wi para i = 1,...,n.
O domínio de integração de tal regra é por convenção tomado como [−1, 1], de modo que a regra é expressa como
{\displaystyle \int _{-1}^{1}f(x)\,dx\approx \sum _{i=1}^{n}w_{i}f(x_{i}).}
Pode ser mostrado (veja Press, et al., ou Stoer and Bulirsch) que os pontos usados para avaliar a função são as raízes do {\displaystyle n}-ésimo polinômio de Legendre.